# San Ivanjske noći (predstava)
San Ivanjske noći Williama Shakespearea u režiji makedonskog redatelja Aleksandra Popovskog kultna je predstava Gradskog dramskog kazališta Gavella te jedna od najigranijih i najnagrađivanijih predstava tog kazališta u povijesti. 
S predstavom San Ivanjske noći GDK Gavella obišlo je brojne domaće i strane kazališne festivale, promovirajući hrvatsko kazalište i hrvatsku kulturu. Predstava je premijerno odigrana 21. prosinca 2007. godine. 
Svečana 100. izvedba odigrana je 31. ožujka 2011. godine. 
Posljednja izvedba odigrana je 28. rujna 2015. godine. S tom izvedbom predstava je odigrana ukupno 144 puta čime se ubraja među najigranije predstava tog kazališta u povijesti. 

## Autorski tim
Prijevod: Milan Bogdanović

Redatelj: Aleksandar Popovski

Dramaturg: Dubravko Mihanović

Scenografija: NUMEN

Kostimografkinja: Jelena Proković

Autor glazbe: Kiril Džajkovski

Koreografkinja: Daša Rashid

Oblikovatelj svjetla: Zdravko Stolnik

Igraju:

Tezej, atenski vojvoda: Hrvoje Klobučar

Hipolita, amazonska kraljica, Tezejeva vjerenica: Ksenija Pajić
 
Egej, Hermijin otac: Janko Rakoš 

Lisandar: Franjo Dijak
 
Demetrije: Sven Šestak
 
Hermija, Egejeva kći: Bojana Gregorić Vejzović (kasnije kao alternacije: Dora Fišter i Ivana Roščić)

Helena: Nataša Janjić

Dunja: Nenad Cvetko
 
Vratilo: Ozren Grabarić

Frula: Janko Rakoš

Gubac: Đorđe Kukuljica

Gladnica: Filip Šovagović

Spretko: Ivan Đuričić

Oberon, vilinski kralj: Hrvoje Klobučar

Titanija, vilinska kraljica: Ksenija Pajić

Puk, vilenjak: Pero Kvrgić

vilenjak i vile: Christian Rene Peter, Iva Dragan Peter / Nikolina Komljenović

## Nagrade
15. Međunarodni festival malih scena, 2008.

- nagrada "Veljko Maričić" za najboljeg mladog glumca: Ozren Grabarić

- posebna nagrada "Veljko Maričić" za izuzetan doprinos kazališnoj umjetnosti: Pero Kvrgić

"Gavella i Europlakat Fair", 2008.

- najbolji glumac u premijernim predstavama sezone 2007./2008.: Ozren Grabarić

- najbolja glumica u premijernim predstavama sezone 2007./2008.: Ksenija Pajić

23.Gavelline večeri, 2008.

- najbolja predstava

13. Jugoslovenski pozorišni festival: Festival bez prijevoda, 2008.

- nagrada "Ardalion" za najbolju predstavu

- nagrada "Ardalion" za najbolju režiju: Aleksandar Popovski

- nagrada "Ardalion" za najbolju scenografiju: NUMEN

- nagrada "Ardalion" za najbolju žensku ulogu: Nataša Janjić

- nagrada "Ardalion" za najbolju mušku ulogu: Ozren Grabarić

Nagrada hrvatskog glumišta, 2008.

- za najbolju sporednu mušku uloga: Ozren Grabarić

- za izuzetno ostvarenje mladih umjetnika do 28 godnina, ženska uloga: Nataša Janjić

- za najbolju scenografiju: NUMEN

4. festival Mediteranskog teatra: Purgatorije, 2009.

- nagrada za najbolju predstavu

- nagrada za glumačku bravuru: Pero Kvrgić